# Okręg wyborczy Glasgow Anniesland
Okręg wyborczy Glasgow Anniesland powstał w 1997 r. i wysyłał do brytyjskiej Izby Gmin jednego deputowanego. Okręg obejmował północno-zachodnie przedmieścia Glasgow. Został zniesiony w 2005 r. i stał się częścią okręgu Glasgow North.

## Deputowani do brytyjskiej Izby Gmin z okręgu Glasgow Anniesland
- 1997-2000: Donald Dewar, Partia Pracy
- 2005-: John Robertson, Partia Pracy